# Psephellus pecho
Psephellus pecho là một loài thực vật có hoa trong họ Cúc. Loài này được (Albov) Wagenitz mô tả khoa học đầu tiên năm 2000.